# Ricardo Martinelli
Ricardo Alberto Martinelli Berrocal (Panama, 11 marzo 1952) è un politico e imprenditore panamense di origine italiana da parte di padre, è stato il 49º Presidente di Panama dal 1º luglio 2009 al 1º luglio 2014.

## Famiglia, studi e vita privata
Figlio di Ricardo Martinelli Pardini e Gloria Berrocal Fabrega, per parte paterna proviene da una famiglia originaria di Lucca, del quartiere parrocchiale di S. Anna e parla sommariamente la lingua italiana, mentre è di origine spagnola da parte di madre.
Ha compiuto gli studi secondari presso Staunton Military Academy di Staunton, in Virginia negli Stati Uniti. Nel 1973, si laurea con il Bachelor of Business Administration presso l'Università dell'Arkansas. In seguito ha conseguito un Master of Business Administration presso la INCAE Business School.
È sposato con Marta Linares e ha tre figli: Ricardo Martinelli Linares, Luis Enrique Martinelli Linares e Carolina Martinelli Linares.

## Carriera politica
Imprenditore nel settore della grande distribuzione, entra in politica negli anni '90. Esponente e leader del partito conservatore Cambio Democrático, fondato nel 1998, risulta sconfitto alle elezioni presidenziali del 2004 da quello che sarà il suo predecessore Martín Torrijos.
Nel 2009 si ripresenta con l'appoggio dell'Alleanza per il cambiamento, coalizione comprendente Cambio Democrático, il Partito Panameñista, il repubblicano Movimento Nazionalista Liberale e il Partito dell'Unione Patriottica. Il 3 maggio 2009, Ricardo Martinelli ha vinto le elezioni nazionali con oltre il 60% dei voti rispetto alla sua rivale, Balbina Herrera, che ha ricevuto circa il 36%. Ha assunto la carica dopo il giuramento del 1º luglio 2009.
Nel 2009 è stato in visita a Lucca dove il sindaco gli ha donato le chiavi della città con la motivazione: Mai un figlio di Lucca è salito così in alto nel mondo prima di lui

## Impegno sociale
Nel 2004 Ricardo Martinelli fonda "Ricardo Martinelli Foundation", per la raccolta di fondi a favore di 8 000 borse di studio da destinare ad altrettanti studenti indigenti con buone medie scolastiche.
Il 20 febbraio 2010 L'Università dell'Arkansas ha istituito la borsa di studio "Ricardo A. Martinelli Berrocal" per fornire aiuti finanziari agli studenti di quell'ateneo provenienti da Panama.

## Controversie
Il 16 aprile 2012 l'ex direttore de L'Avanti! Valter Lavitola, amico del presidente Martinelli, viene raggiunto da un avviso di garanzia da parte della procura di Napoli in merito a un'ipotesi di corruzione internazionale per presunte tangenti a politici panamensi per la realizzazione di carceri e l'acquisizione di appalti. Per ottenere illecitamente alcune commesse milionarie, Lavitola avrebbe ricompensato con "utilità e somme di denaro in contante" anche il presidente di Panama di origine italiane Martinelli, destinatario anche di una valigetta contenente denaro, il ministro della giustizia Roxana Méndez e altri esponenti di Governo destinatari anche di vacanze di lusso. L'ex direttore è accusato di aver fatto da mediatore per un giro di tangenti al governo panamense per un appalto da 176 milioni di dollari per la realizzazione di strutture carcerarie, che avrebbe dovuto ottenere il consorzio Svemark. Affare che poi, dopo il versamento di alcune centinaia di migliaia di euro (esattamente 530 000 euro e 140 000 dollari), sfumò. Infine emerge di un grosso movimento finanziario 'in nero' destinato al presidente Martinelli e che il contratto da lui avuto da Finmeccanica, per 30 000 dollari, era solo la copertura per giustificare la sua presenza e la sua attività a Panama tra cui anche un elicottero. Il rapporto tra Lavitola e Martinelli era così stretto che fu lo stesso Lavitola nell'agosto 2011 ad ospitare a Villa Certosa, residenza estiva dell'allora primo Ministro italiano Silvio Berlusconi il Presidente panamense in sua assenza.

## L'arresto
Il 13 giugno 2017 è stato arrestato a Coral Gables, Florida, con l'accusa di aver intercettato illegalmente i suoi oppositori politici e di aver utilizzato un dispositivo, fornitogli da una società israeliana, diretto a controllare le comunicazioni dei suoi concittadini. Nel 2019 è stato assolto dalle accuse.